# Acacia mangium
Acacia mangium es una especie de leguminosa del género Acacia, perteneciente a la familia Fabaceae. Se encuentra en Tailandia, Laos, Vietnam, Camboya a Australia.

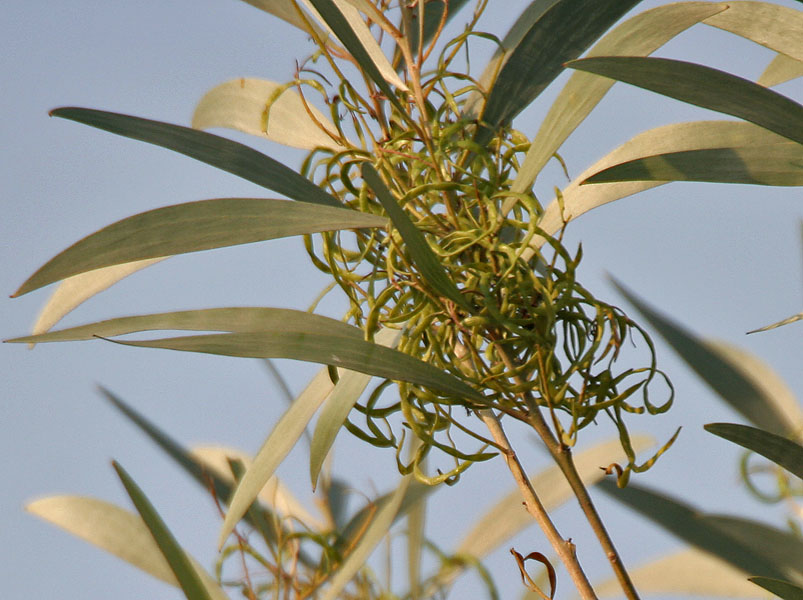
Detalle de las hojas.

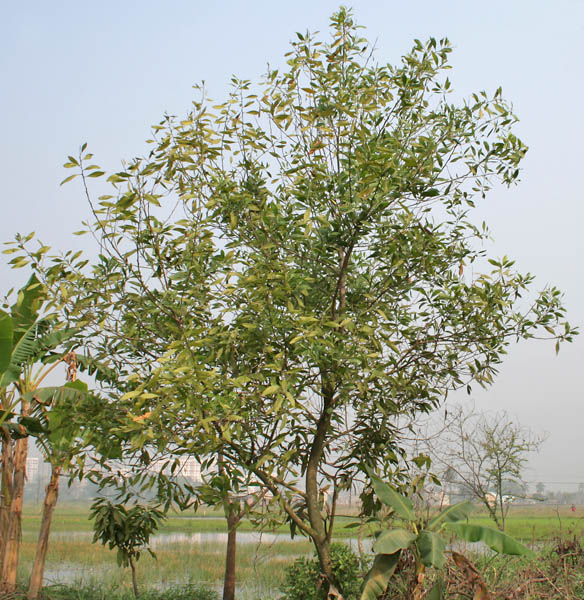
Vista de la planta.

## Descripción
Acacia mangium alcanza un tamaño de hasta 30 metros de altura, a menudo con un tronco recto. A. mangium tiene cerca de 142.000 semillas / kg. Para romper la latencia de las semillas maduras requiere tratamientos de pre-germinación como la escarificación mecánica (rayar la superficie) o agua hirviendo. Este tratamiento conduce a una germinación rápida y normalmente superior al 75%. Al igual que muchas otras leguminosas, que es capaz de fijar el nitrógeno en el suelo. A. mangium es una especie popular para las plantaciones forestales y se utiliza cada vez más también para proyectos agroforestales. En cultivos mixtos, las plantas pueden beneficiarse de la sombra de A. mangium y la fijación de nitrógeno [ 6 ] A. mangium tolera suelos de baja fertilidad con drenaje impedido, pero prefiere lugares fértiles con buen drenaje. La profundidad del suelo y la posición topográfica pueden influir en los rendimientos. Con respecto a la distancia desde el ecuador, hay diferencias significativas en el rendimiento de cultivo. Un aumento medio anual en altura de aproximadamente 3 a 4 m es usual cerca del ecuador. En las zonas más lejos de la línea ecuatorial el crecimiento es más bajo.

## Usos
A. mangium son árboles que producen madera de albura y duramen. El duramen es de color marrón con brillo de color amarillo y de textura media. Debido a que la madera es muy pesada, dura, muy fuerte, resistente y susceptible de deformarse y agrietarse, se utiliza para fabricar muebles, puertas y marcos de ventanas. El acabado de superficie es brillante y suave después del pulido.

## Ecología
Acacia mangium ayuda en gran medida en aumentar la tasa de rotación de N en la capa superficial del suelo, podría mejorar también la disponibilidad del mineral de N en el suelo en cultivos mixtos. Debido al hecho de que es un árbol de crecimiento muy rápido que desarrolla un sistema intensivo de enraizamiento , sobre todo en un suelo de baja fertilidad. Esto ayuda a recuperar tierras tropicales degradadas por lo que A. Mangium es muy útil. El árbol se utiliza ampliamente en Goa en la industria minera para la rehabilitación de los vertederos de residuos, ya que es una especie resistente a la sequía y se une a los residuos estériles de la mina que consiste en estratos lateríticos.

## Taxonomía
Acacia mangium fue descrita por Carl Ludwig Willdenow y publicado en Species Plantarum. Editio quarta 4(2): 1053–1054. 1806.
Etimología
Ver: Acacia: Etimología
Sinonimia
- Acacia glaucescens "sensu Kaneh. & Hatus., non Wi"
- Acacia holosericea A.Cunn.
- Acacia holosericea var. glabrata auct. non Maiden
- Acacia holosericea var. multispirea auct. non Domin
- Acacia holosericea var. neurocarpa (uct. non (Hook.) Domin
- Mangium montanum Rumph.
- Racosperma mangium (Willd.) Pedley[9][10]